# Brian Jones
Lewis Brian Hopkin Jones (28 februarie 1942 - 3 iulie 1969), cunoscut ca Brian Jones, a fost un muzician englez și membru fondator al trupei The Rolling Stones. Jones a fost un multi-instrumentist cântând și la instrumente non-tradiționale cum ar fi sitarul și marimbafonul.
A murit în condiții bizare, înecat într-o piscină, la vârsta de 27 de ani.